# Lucianus von Beauvais

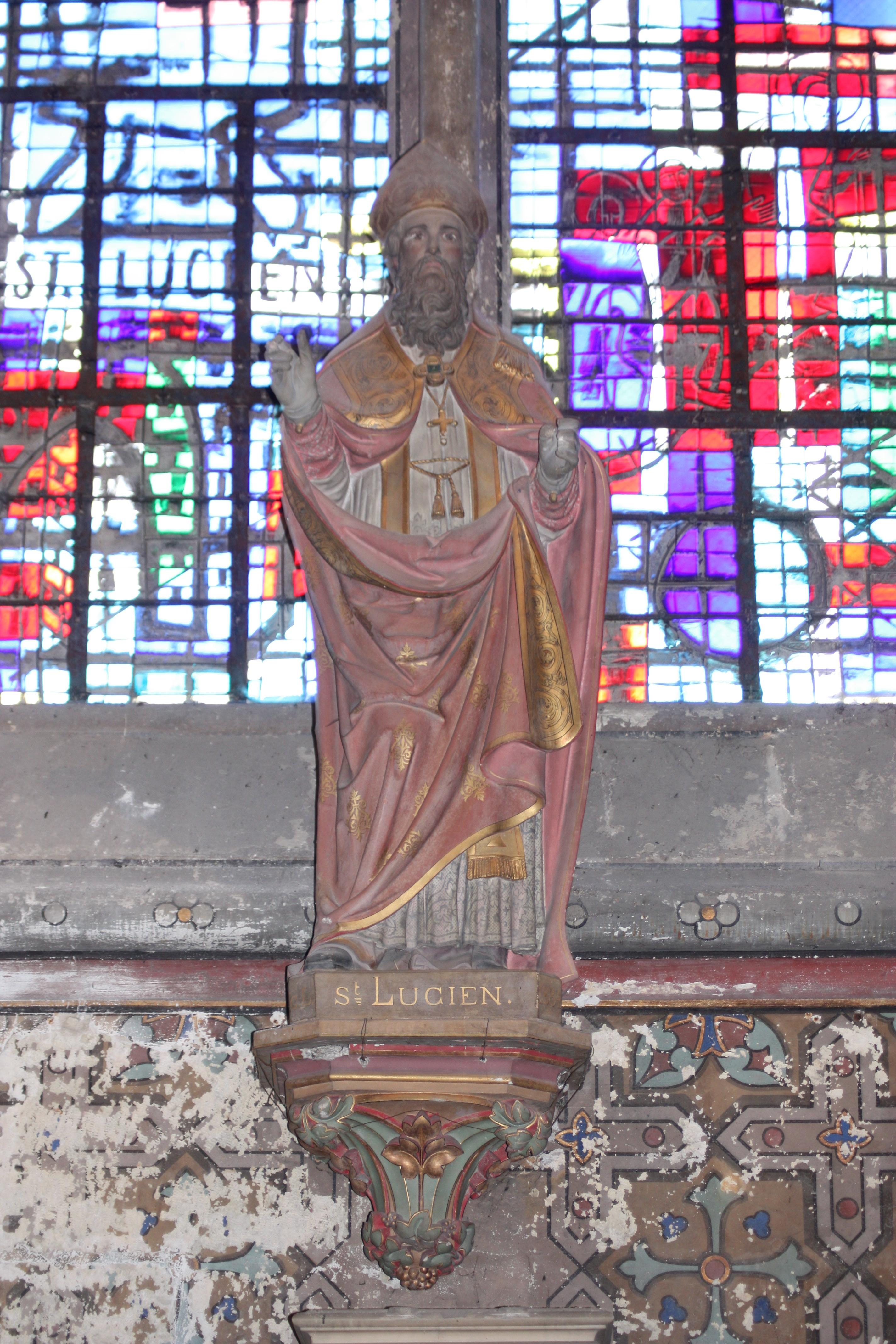
Lucianus von Beauvais in der Kathedrale von Beauvais

Lucianus von Beauvais (französisch Saint Lucien; † 1. oder 3. Jahrhundert in Beauvais) war ein frühchristlicher Diakon und Märtyrer der Römisch-katholischen Kirche. Er gehört zur Gruppe der Cephalophoren; sein Gedenktag ist der 8. Januar.

## Vita
Angeblich entstammte Lucius einer adligen Familie aus Rom; nach seiner Bekehrung zum Christentum nahm er den Namen Lucianus an. Er war ein Schüler von Petrus, predigte in Italien, wurde aber von Papst Clemens I. (um 100) zusammen mit Dionysius (nach anderer Quelle mit dem Priester Maximian und dem Diakon Julian) nach Gallien entsandt. In der von Bischof Odo I. von Beauvais Ende des 9. Jahrhunderts verfassten Vita wurde Lucian erster Bischof der Stadt. Er war berühmt wegen seiner Selbstkasteiungen und Bußübungen. Gemäß Rolandus, dem Autor der Acta Sancti Luciani, zog er sich später auf einen nahegelegenen Berg zurück und ernährte sich von Gras und Wasser.
Schergen des damals regierenden Kaisers wurden entsandt. Sie töteten die Schüler von Lucianus und schlugen diesem den Kopf ab. Lucianus hob ihn auf und wandte sich in Richtung Beauvais. Etwa eine Viertelmeile vor der Stadt verließen ihn die Kräfte und starb; er wurde dort begraben. Verschiedene Legenden berichten, dass Engel bei seiner Beisetzung anwesend waren; andere berichten, dass Rosenbüsche an der Stelle gesprossen seien.

## Verehrung
Über seinem Grab wurde später eine erste Kirche zu Ehren von Lucianus gebaut, die jedoch im 5. Jahrhundert zerstört wurde. Um das Jahr 583 ordnete Chilperich I. einen Neubau an, der jedoch im Zuge der Normannenüberfälle dasselbe Schicksal erlitt. Im 13. Jahrhundert entstand die Abtei Saint-Lucien, in welche im Jahr 1261 die Reliquien des Heiligen überführt wurden (Translation). Die Abtei wurde in den Revolutionsjahren als Steinbruch verkauft und abgetragen. Bereits am 20. November 1793 waren die Reliquien Lucians verbrannt worden.

## Darstellung
Mittelalterliche Darstellungen des hl. Lucianus existieren nicht. Die wenigen neuzeitlichen Bildnisse zeigen ihn als Bischof.